# Pozdrowienia z Rosji (film)
Pozdrowienia z Rosji (ang. From Russia with Love) – drugi film wytwórni EON Productions o przygodach brytyjskiego agenta Jamesa Bonda, zrealizowany na podstawie piątej powieści o Jamesie Bondzie autorstwa Iana Fleminga z 1957 roku. Po raz drugi w rolę agenta 007 wcielił się Sean Connery.

## Fabuła
Po zabójstwie doktora Juliusa No organizacja WIDMO (Spectre) obmyśla plan zabicia Jamesa Bonda. Za strategię planu odpowiada szachista Kronsteen, a za jego realizację pułkownik Rosa Klebb pracująca przez lata dla tajnej komórki KGB SMIERSZ. WIDMO szkoli w swoim ośrodku profesjonalnego zabójcę Granta. Nie bez znaczenia będzie też w całej układance mającej prowadzić do śmierci Bonda, udział pewnej pięknej pracownicy konsulatu rosyjskiego w Stambule. Kiedy wszystko jest już gotowe WIDMO przystępuje do realizacji planu. Tymczasem James Bond odpoczywa w towarzystwie Sylwii Trench. W trakcie pikniku zostaje wezwany do siedziby MI-6. Na miejscu 007 dowiaduje się od M o dziwnej wiadomości, która dotarła do Londynu od niejakiej Tatiany Romanowej, pracownicy radzieckiego konsulatu w Stambule, która, rzekomo zakochana w Jamesie Bondzie (choć widziała go tylko na zdjęciu) pragnie przejść na stronę Brytyjczyków i zaoferować im informacje na temat tajnej maszyny szyfrującej; „lektor”, za pomocą której będzie można odszyfrowywać depesze KGB. M wysyła Bonda na misję do Stambułu, jego zadaniem ma być przechwycenie „lektora” i bezpieczne wywiezienie Romanowej. Zarówno Bond, jak i M zdają sobie sprawę, że cała sytuacja jest prawdopodobnie pułapką zastawioną na Bonda, mimo wszystko postanawiają podjąć ryzyko. Możliwość przechwycenia „lektora” jest bardzo kusząca. Bond wyrusza do Stambułu, gdzie na miejscu kontaktuje się z pracownikiem MI-6 Kerimem Beyem, wcześniej otrzymuje od Q walizkę z niezbędnymi gadżetami. Na miejscu w Stambule Bond, czekając na kontakt od Romanowej pomaga Kerimowi w walce z lokalnym watażką i agentem KGB; Kirlenku i pomaga odeprzeć atak na cygański obóz przyjaciół Kerima. 007 spotyka w końcu Romanową w hotelowym pokoju, spędzają razem noc nieświadomi, tego że są nagrywani przez WIDMO, a taśma ma być później wykorzystana do zdyskredytowania Bonda. Tatiana zgodnie z zapowiedzią zdradza Bondowi gdzie znajduje się urządzenie szyfrujące „lektor”. 007 wykrada z pomocą Kerima lektora z radzieckiego konsulatu w Stambule, następnie razem z Romanową wsiadają do Orient Expressu by uciec z Turcji.
W pociągu dochodzi do zabójczej gry między Bondem, Kerimem a KGB, w wyniku której ginie drugi z nich. Zabójcą jest Grant – szkolony wcześniej przez WIDMO do zabicia Bonda, który również znajduje się w pociągu. Orient Express dociera do Belgradu, gdzie Bond przekazuje synowi Kerima informacje o jego śmierci. Sam z kolei otrzymuje wiadomość, że w Zagrzebiu ma się skontaktować z niejakim Nashem, brytyjskim łącznikiem. W Zagrzebiu 007 rzeczywiście spotyka Nasha, którym tak naprawdę jest Grant, zabójca WIDMA. W bezpośredniej konfrontacji Bondowi udaje się pokonać Granta i wraz z Tatianą i skradzionym „lektorem” wysiadają z pociągu w Istrii. Wykorzystując plan ewakuacyjny Granta, Bond i Tatiana uciekają agentom WIDMA korzystając m.in. z motorówki i kryjąc się przed helikopterem z zabójcami WIDMA. Udaje im się dotrzeć do Wenecji. Tymczasem tajemniczy szef WIDMA, Numer 1 (Ernst Stavro Blofeld) jest wściekły z powodu fiaska planu przygotowanego i przemyślanego przez Kronsteena. Kronsteen zostaje zabity, a Rosa Klebb ma się natychmiast udać do Wenecji i zlikwidować Bonda. W ostatecznej konfrontacji w weneckim hotelu Klebb zostaje zastrzelona, Bond i Tatiana są bezpieczni. 007 niszczy też kompromitujący oboje film z hotelu w Stambule.

## Produkcja

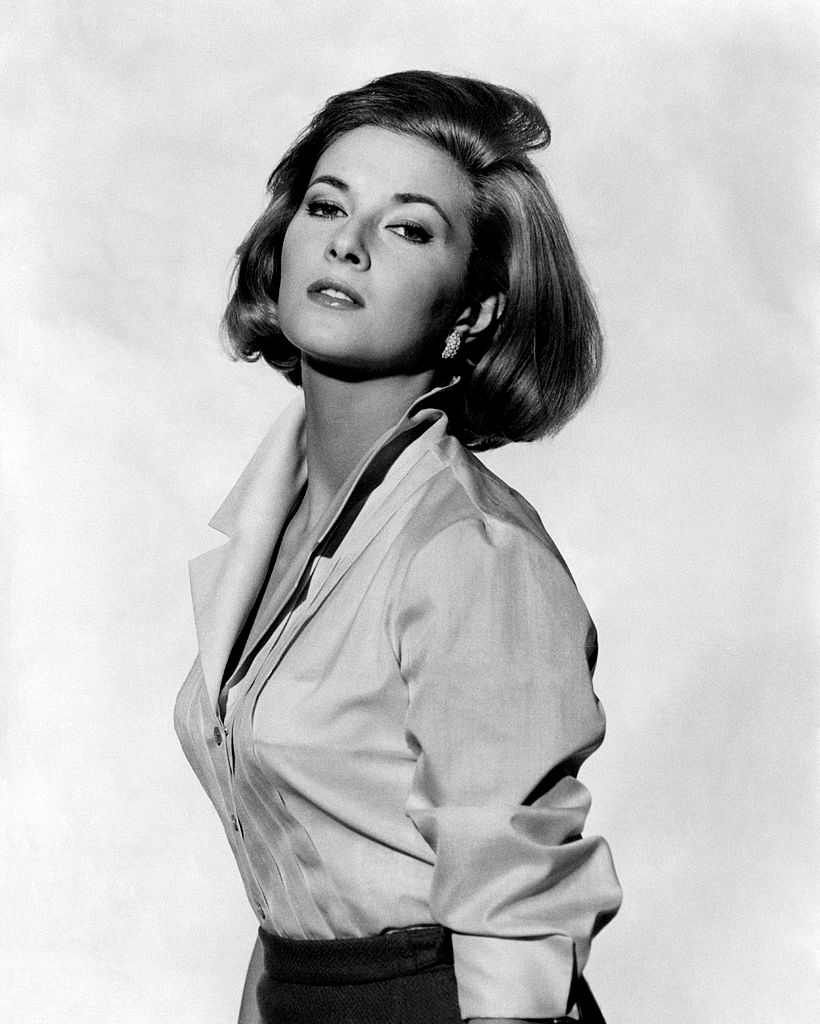
Dziewczyna Bonda: Tatiana Romanowa. W tej roli Daniela Bianchi.

Po sukcesie filmu Doktor No Ian Fleming wybrał się do Stambułu, by wspólnie z producentami filmowej serii szukać lokalizacji do „Pozdrowień z Moskwy”. Wbrew temu, co sugeruje tytuł, akcja w przeważającej mierze dzieje się nie w Moskwie, a w pociągu Orient Express, Wenecji i Stambule. Jeden z producentów, Cubby Broccoli, wspomina: „W Londynie Fleming zachowywał się konwencjonalnie, za to w Stambule potrafił się otworzyć, najwyraźniej był w swoim żywiole. Uwielbiał chodzić na tamtejsze bazary. Wszystkimi zmysłami chłonął kolory, dźwięki i zapachy. Największe wrażenie robił na nim taniec brzucha. Wyznał, że do tej pory za najseksowniejszą część kobiecego ciała uważał piersi, ale w Stambule zrozumiał, że to brzuch jest najbardziej oszałamiającym wyrazem kobiecości”. W filmie znalazła się przepełniona erotyzmem scena tańca brzucha. Wydawać by się mogło, że „Pozdrowienia z Moskwy” to film nienastręczający producentom większych problemów. Zwłaszcza że po sukcesie „Doktora No” podwojono budżet. A jednak nieźle się namęczyli, szukając odpowiedniej dziewczyny do roli Rosjanki, Tatiany Romanovej. Tym razem miała to być idealna słowiańska uroda, zdolna zwabić agenta 007 w śmiertelną pułapkę, ale i zachwycić widzów. Wytypowano 200 aktorek, jednak żadna nie wydawała się odpowiednia. Poszukiwania przeniosły się więc na łamy gazet. W odpowiedzi na anonse zgłaszały się tysiące kobiet. W końcu producenci natrafili na ideał. Ucieleśniała go włoska modelka Daniela Bianchi. Kolejnym nieoczekiwanym problemem okazała się lokalizacja. Zdjęcia w Stambule panowie Saltzman i Broccoli wspominają jako koszmar. Najpierw rozbił się helikopter z reżyserem na pokładzie i ranny Terence Young trafił do szpitala. Pewnego ranka samochód wiozący Danielę Bianchi na plan filmowy wypadł z drogi. Aktorka nie ucierpiała poważnie w wypadku, ale miała posiniaczoną twarz. Problemów dostarczał także scenariusz, który podczas pracy nad filmem był wielokrotnie zmieniany. W końcu scenarzyści postawili na akcję i gadżety. W filmie Q, grany przez Desmonda Llewelyna, po raz pierwszy wyposaża Bonda na misję, prezentując z wojskową dokładnością zawartość czarnej walizeczki. Agent określa ją jako „paskudny prezent gwiazdkowy”. Od tej walizeczki zaczyna się cała bondowska gadżetomania. W „Pozdrowieniach z Moskwy” pojawia się jeszcze „morderczy zegarek”, noszony przez Granta, który zamierza zabić Bonda, but Rosy Klebb, z którego wysuwa się zatrute ostrze i peryskop pod ambasadą rosyjską w Stambule.
Prace na planie rozpoczęto 1 kwietnia 1963 roku. Ekipa rozpoczęła kręcenie zdjęć w Istambule. Płynność pracy skutecznie zakłócały tłumy gapiów, chcących podejrzeć jak powstaje film. Utrudnienie stanowiła też nieuleczalna choroba nowotworowa Pedra Armandireza, dla którego zmieniono cały harmonogram zdjęć. Z Turcji ekipa udała się do Szkocji. W szkockich górach nakręcono, nawiązującą do jednej ze scen z filmu Hitchcocka, scenę pościgu helikoptera za Bondem. W filmie „Północ, północny zachód” Gary Cooper uciekał przed dwupłatowcem w podobny sposób. Na planie podczas kręcenia tych zdjęć doszło do groźnego wypadku. Helikopter z ekipą m.in. reżyserem na pokładzie runął do wody natychmiast tonąc. Nikt nie zginął. Również Daniela Bianchi uległa poważnemu wypadkowi samochodowemu – z wraku wyciągnął ją osobiście Sean Connery. W związku z tymi wszystkimi zdarzeniami nie zdołano nakręcić całego zaplanowanego materiału na czas, przekroczono też budżet filmu. Tylko dzięki trikom montażysty Petera Hunta udało się z nakręconego materiału zmontować cały film. Sceny wybuchów często wmontowywano (za zgodą), z innych filmów. Zdjęcia kręcono też w Pinewood Studios w Londynie. Premiera filmu odbyła się 10 października 1963 roku.

## Obsada
- Sean Connery –
  - James Bond,
  - sobowtór Bonda

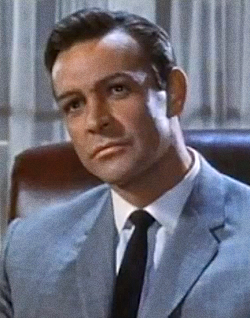
Sean Connery po raz drugi wcielił się w rolę Jamesa Bonda.

- Daniela Bianchi – Tatiana Romanowa
- Lotte Lenya – płk SMERSZ Rosa Klebb / Numer 3
- Robert Shaw – Red Grant
- Pedro Armendáriz – Kerim Bey
- Bernard Lee – M
- Lois Maxwell – Panna Moneypenny
- Desmond Llewelyn – Q / major Boothroyd
- Anthony Dawson – Ernst Stavro Blofeld / Numer 1
- Eric Pohlmann – Ernst Stavro Blofeld / Numer 1 (głos)
- Władysław Sheybal – Kronsteen / Numer 5
- Walter Gotell – Morzeny
- Eunice Gayson – Sylvia Trench
- Nikki van der Zyl – Sylvia Trench (głos)
- Francis de Wolff – Vavra
- George Pastell – konduktor
- Nadja Regin – dziewczyna Kerima
- Aliza Gur – Vida
- Martine Beswick – Zora
- Leila – cygańska tancerka
- Hasan Ceylan – obcy agent
- Fred Haggerty – Krilenko
- Neville Jason – szofer Kerima
- Peter Bayliss – Benz
- Nushet Ataer – Mehmet
- Peter Brayham – Rhoda
- Jan Williams – Masseuse
- Peter Madden – McAdams
- William Hill – kapitan Norman Nash

## Dodatkowe informacje
- Peryskop szpiegujący sowiecką ambasadę umieszczono w Zatopionej Cysternie.